# Зембице
Зембице (пол. Ziębice), Минстерберк (чеш. Minstrberk), Мюнстерберг (нем. Münsterberg in Schlesien) — город в Зомбковицком повяте Нижнесилезского воеводства Польши.

## Наименование
В письменных источниках поселение впервые упоминается в 1234 году под именем Sambice. Под 1253 годом источники упоминают город Müstenberg (Мюстенберг), но прежнее название так же используется наряду с новым, о чём свидетельствует документ 1268 года. В период, когда город входил в состав Чешского королевства, его название по-чешски звучало как Minsterberk (Минстерберк).

## Персоналии
- Йозеф Августин Гюрлих (1761—1817) — немецкий композитор и контрабасист.
- Гиршфельд, Карл Фридрих (1747—1818) — прусский военачальник, генерал пехоты.
- Януш Каминский — кинооператор.

## Галерея

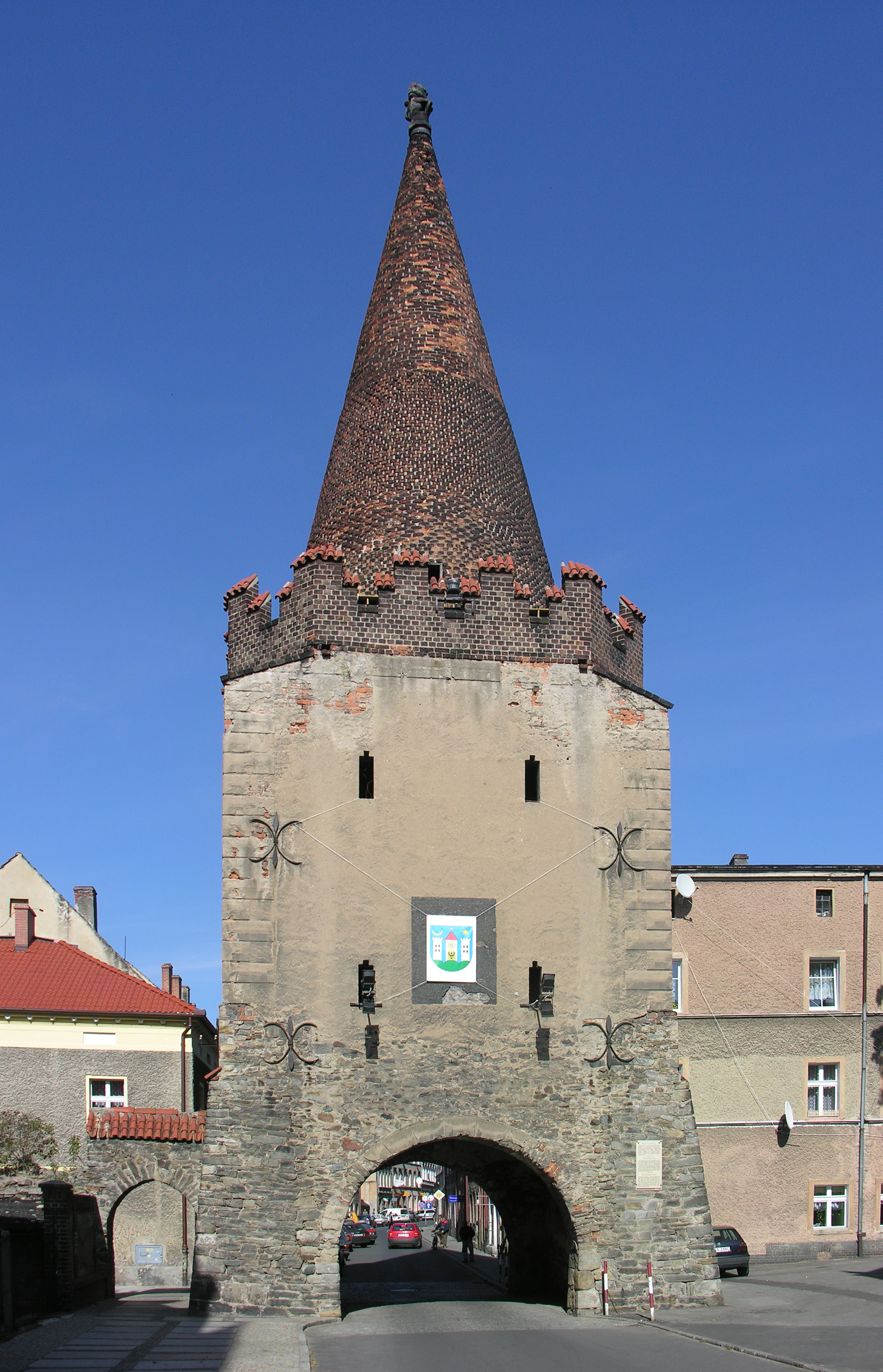
Патшкауерские ворота
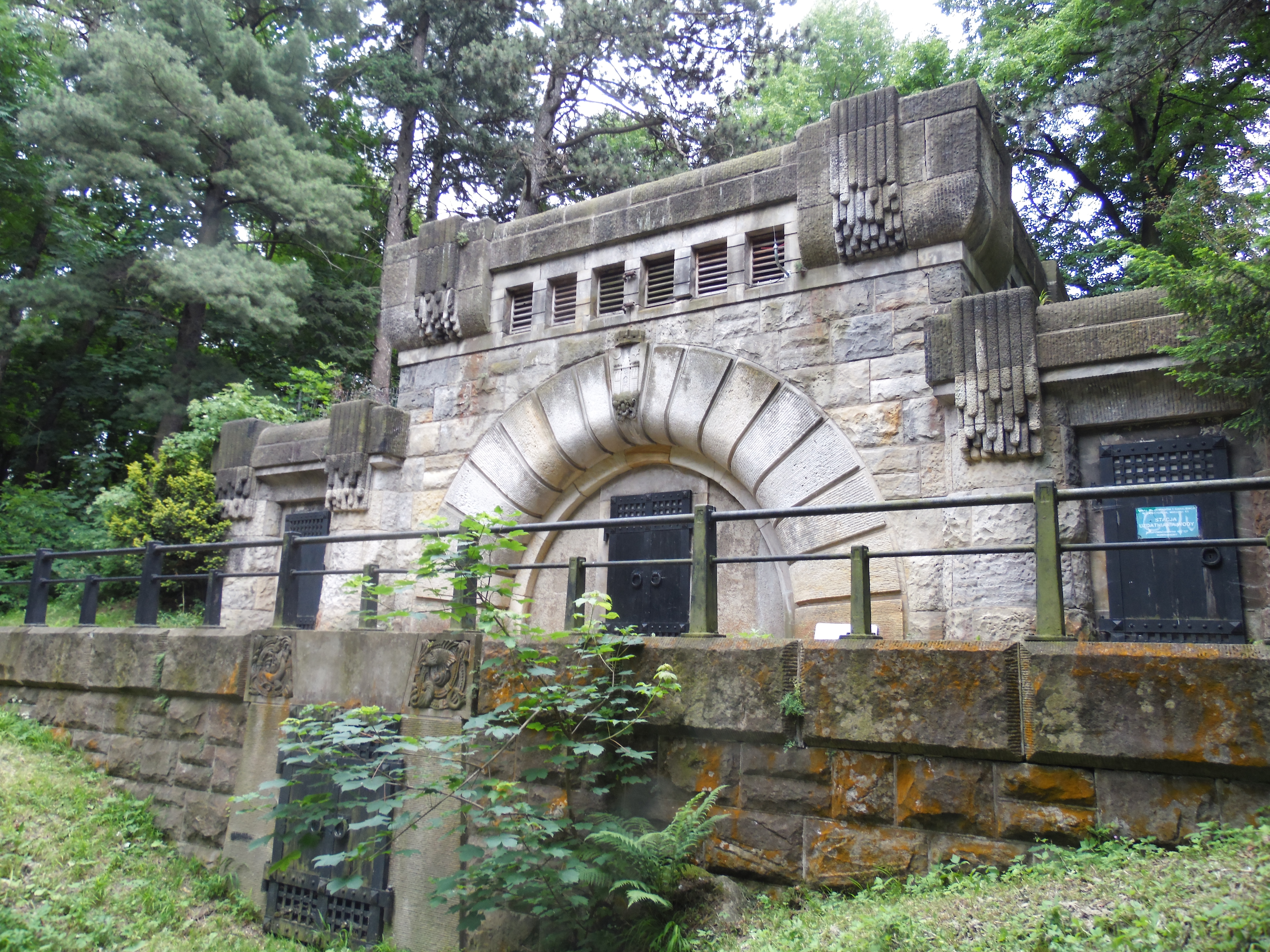
Водный замок
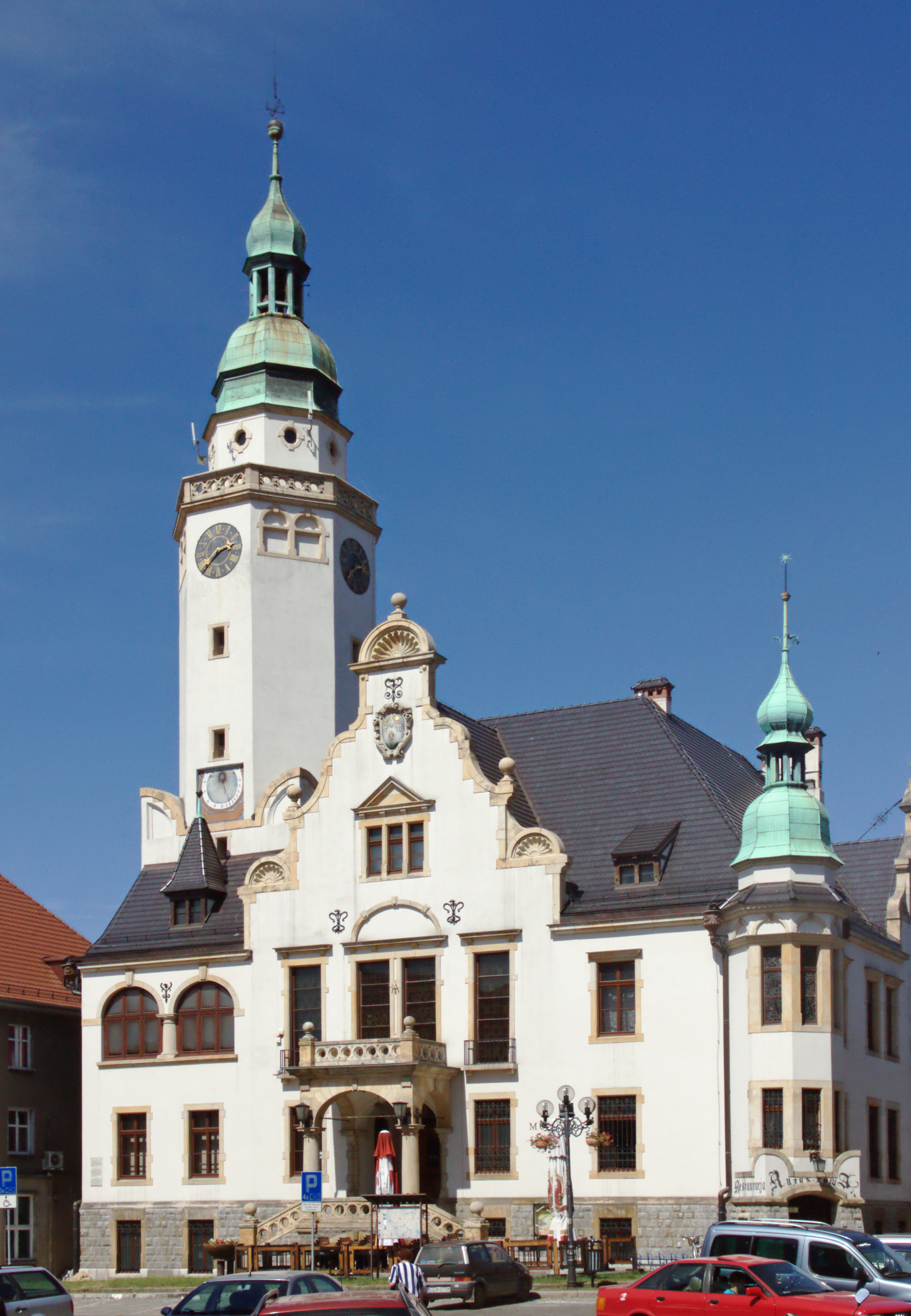
Ратуша
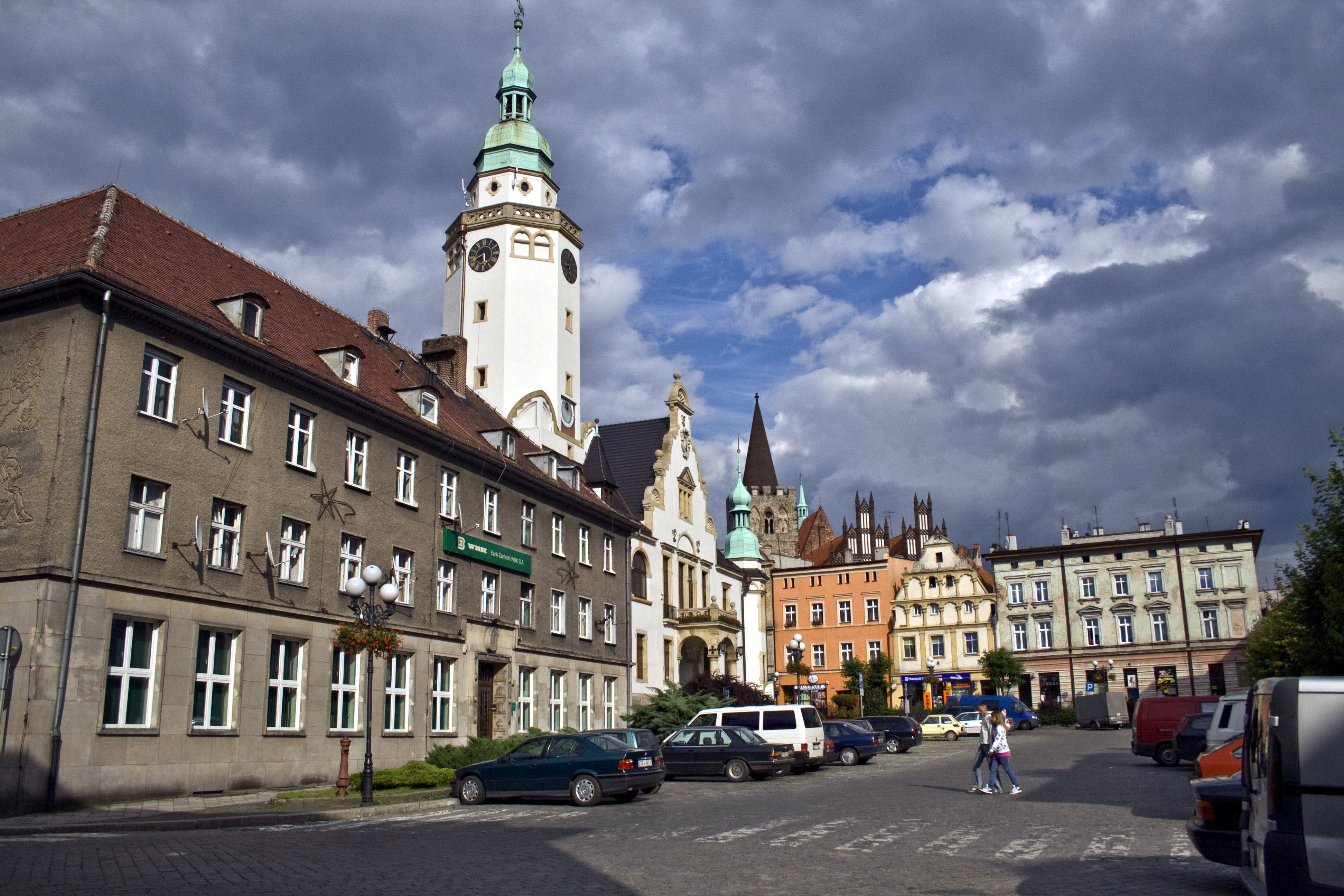
Рыночная площадь
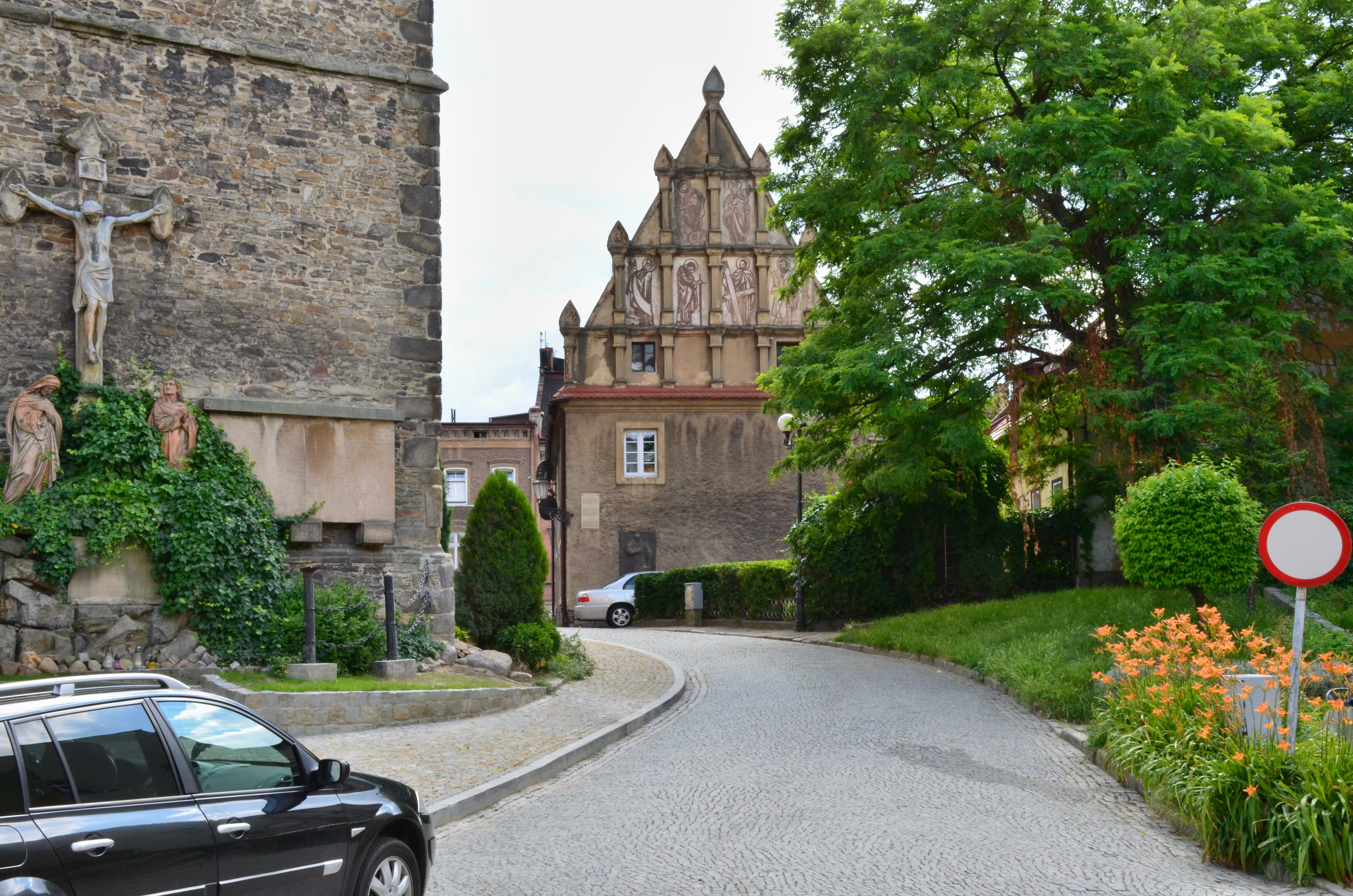
Старинные здания
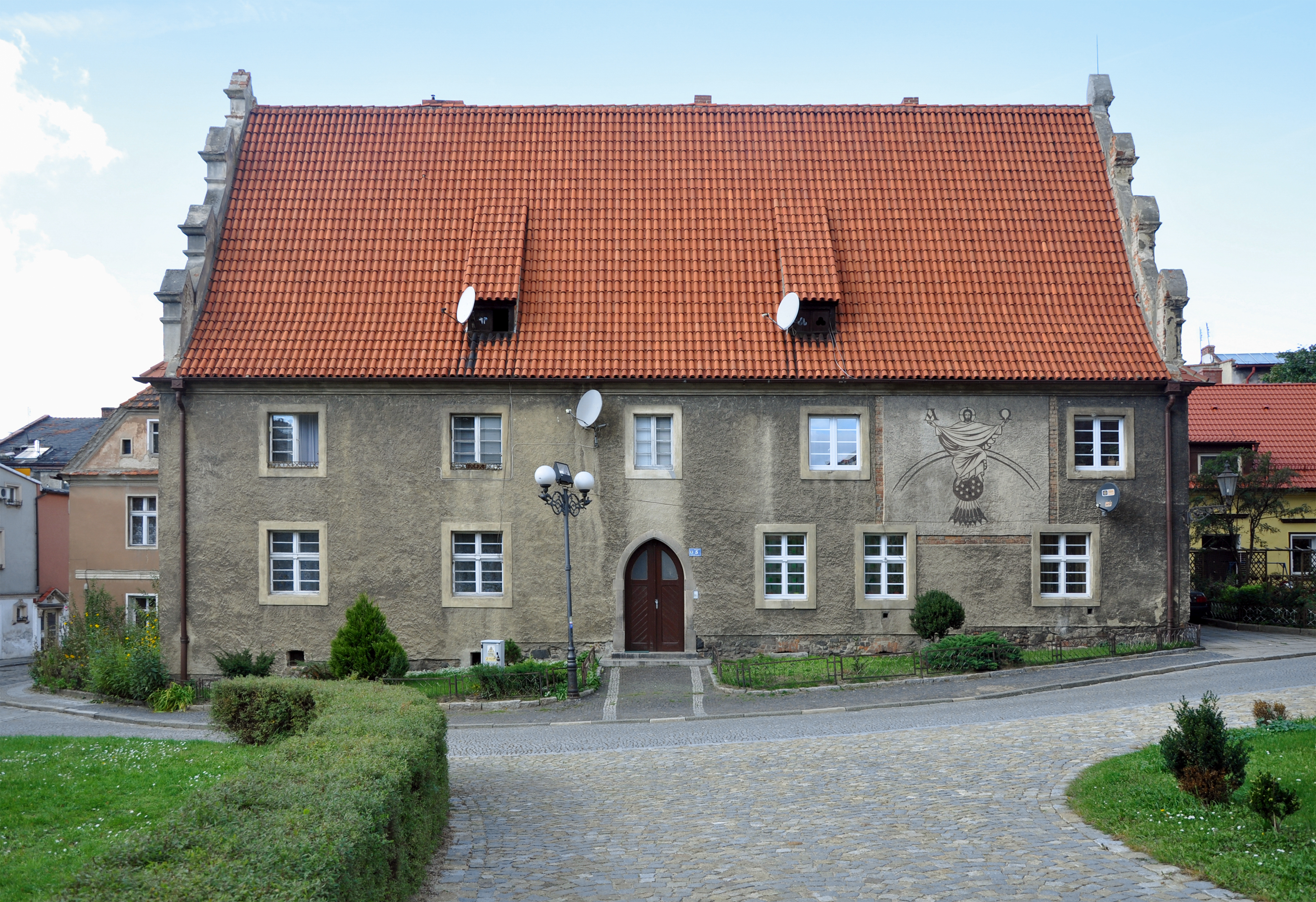
Бывшая церковно-приходская школа
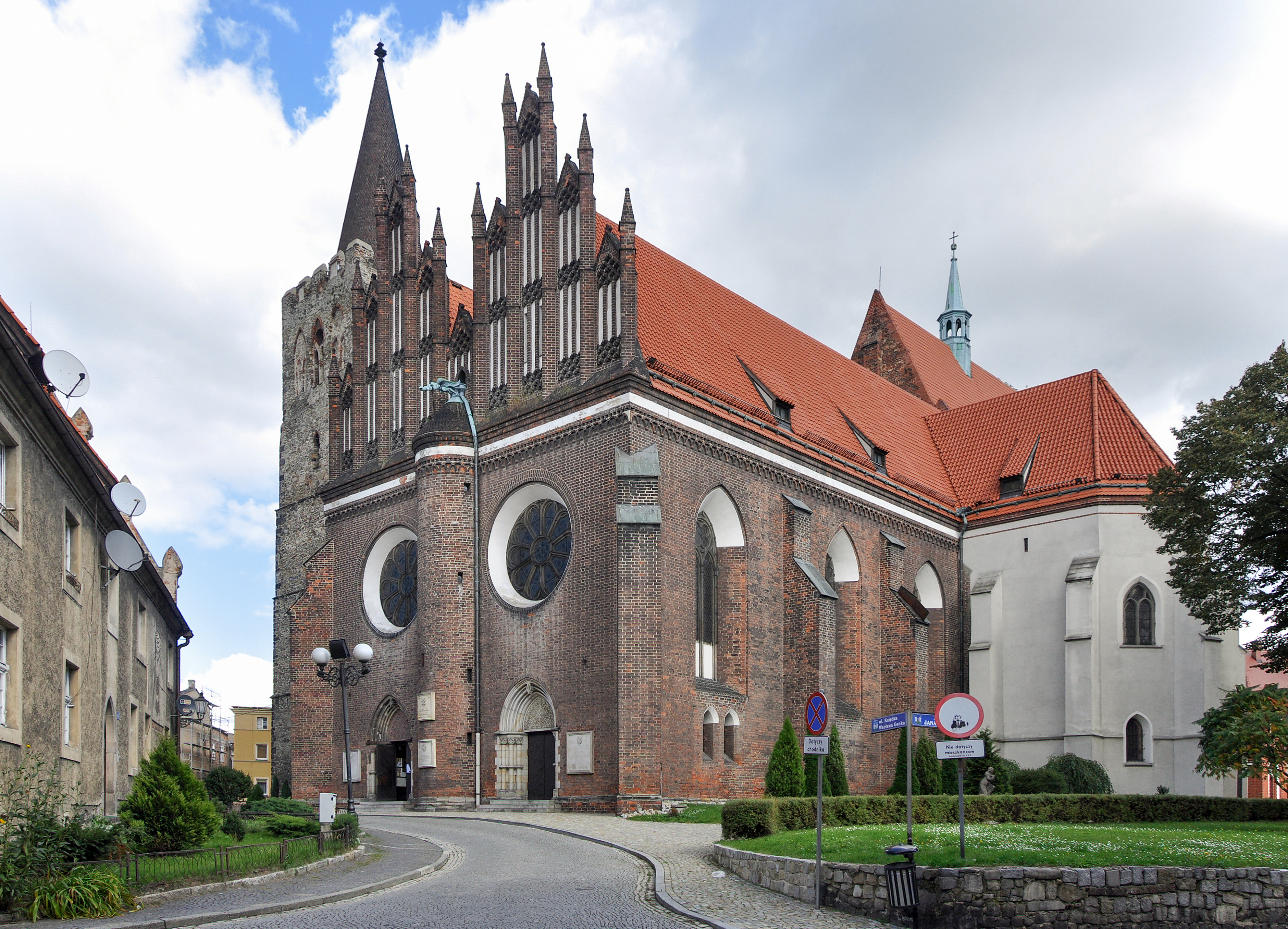
Кирха Св. Георга
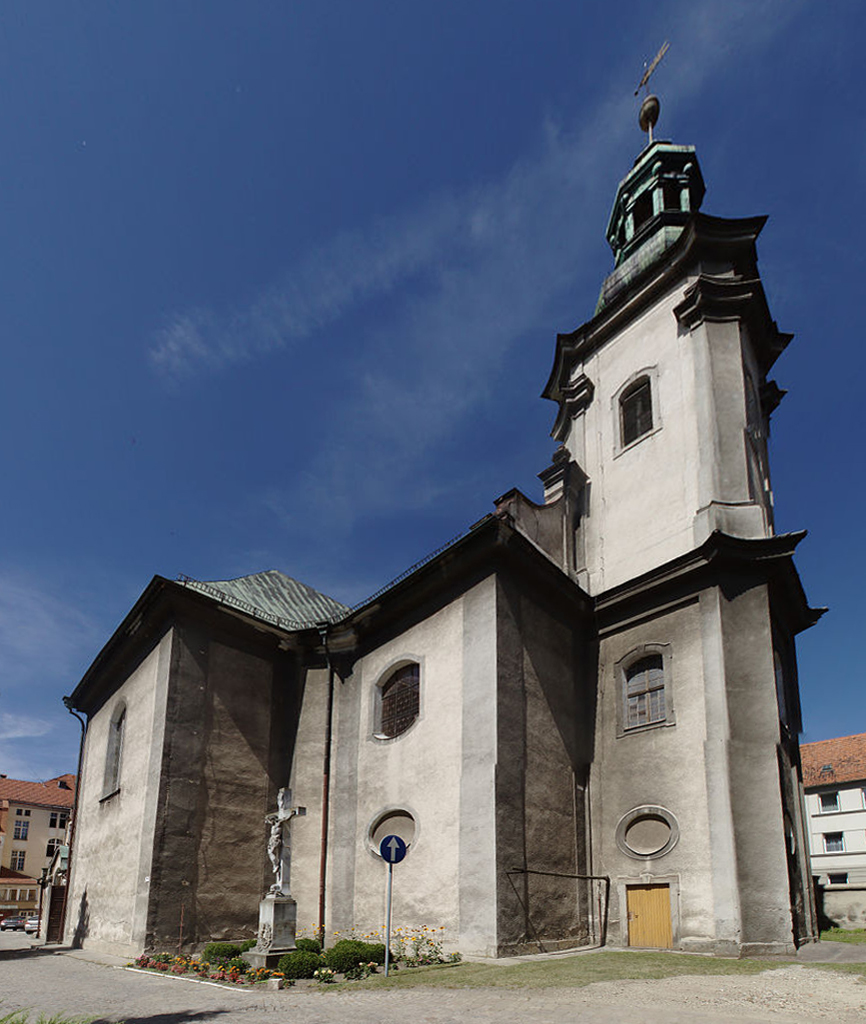
Кирха Св. Петра и Павла
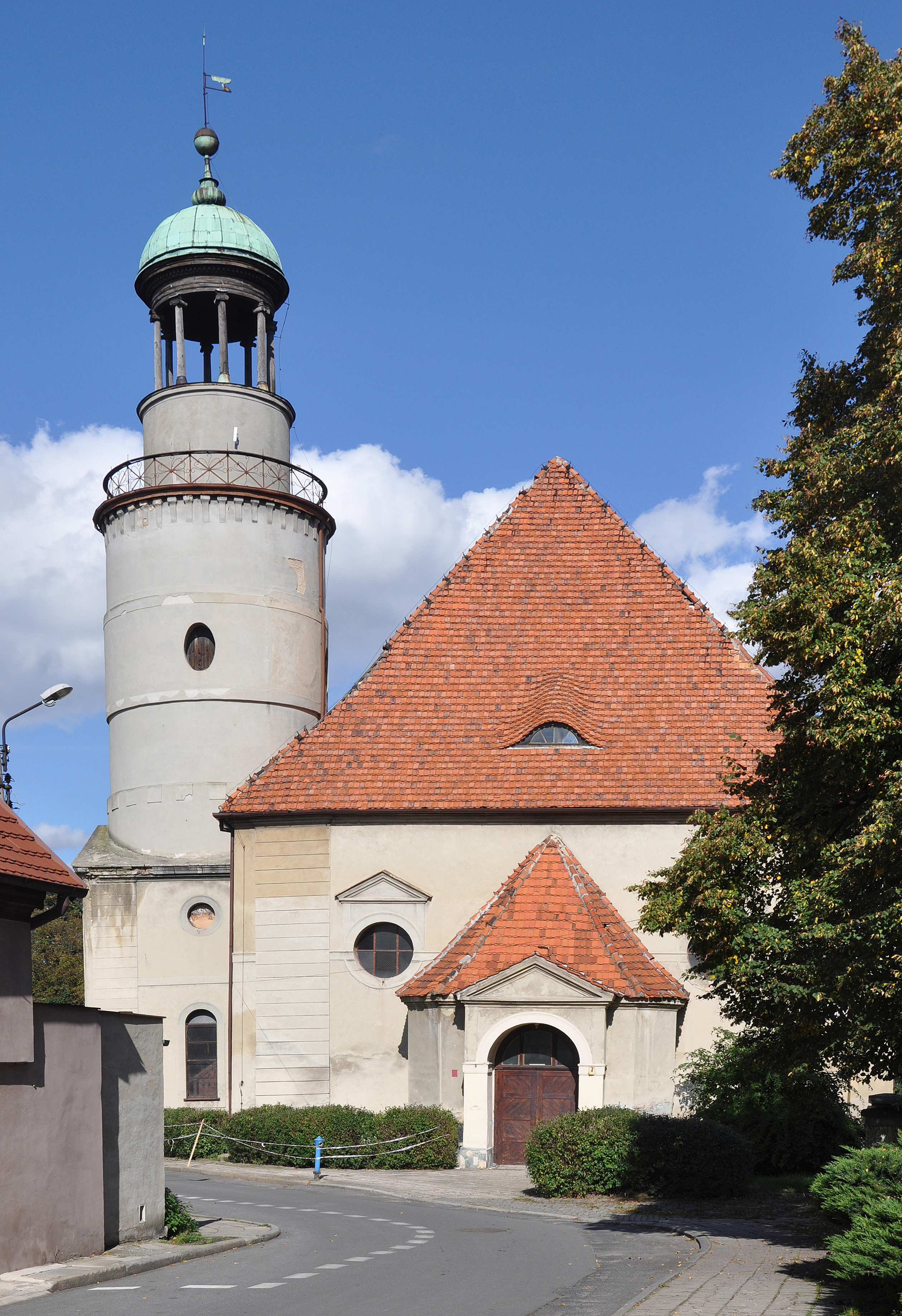
Лютеранская кирха
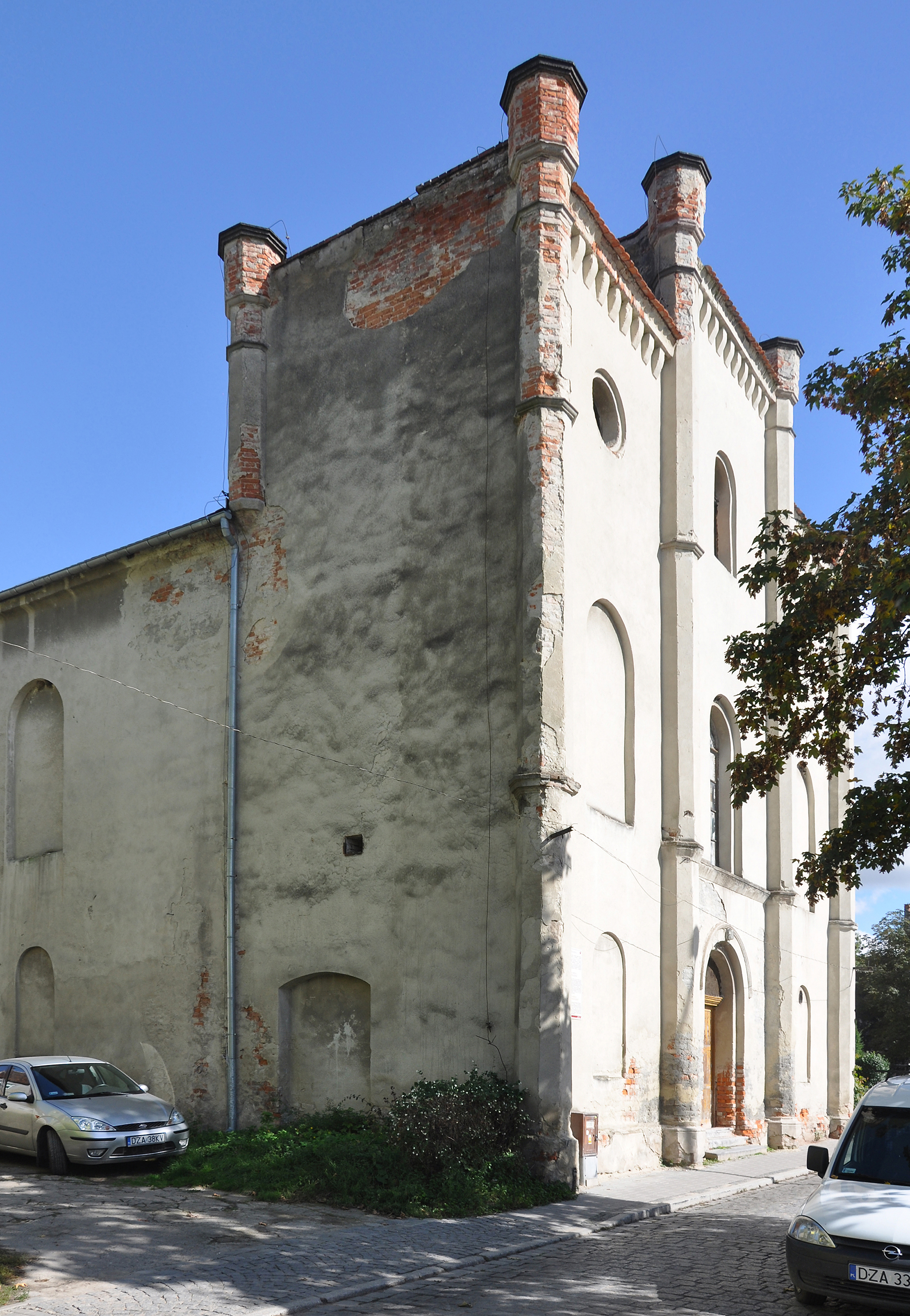
Старая синагога